# Figured You Out
Singles de Nickelback
Someday
(2003) Feelin' Way Too Damn Good
(2004)
Figured You Out est le dixième single du groupe Nickelback et le second de l'album The Long Road sorti en 2003.

## Classements
| Classement (2003)            | Meilleure position |
| ---------------------------- | ------------------ |
| Australie (ARIA)             | 10                 |
| États-Unis (Hot 100)         | 65                 |
| États-Unis (Mainstream Rock) | 1                  |

## Liste des chansons
| No | Titre                                | Durée |
| -- | ------------------------------------ | ----- |
| 1. | Figured You Out                      |       |
| 2. | Too Bad (Live MTV Unplugged)         |       |
| 3. | Where Do I Hide (Live MTV Unplugged) |       |